# Georges-Fernand Widal
Georges-Fernand-Isidor Widal (n. 9 martie 1862, Dellys, Algeria - d. 14 ianuarie 1929, Paris) a fost un medic francez.
În perioada 1886-1888 a realizat demonstrații publice ale cercetărilor realizate la Facultatea de anatomie patologică și în cursul următorilor doi ani a ținut un curs de bacteriologie în laboratorul profesorului Victor André Cornil (1837-1908). În 1895 a fost numit medic al spitalelor din Paris, iar în 1904 a devenit profesor la Facultatea de Medicină. În 1905 a devenit medic la Hôpital Cochin și a fost responsabil cu coordonarea clinicilor medicale de la aceeași instituție.
Widal a fost autorul unei serii remarcabile de studii cu privire la bolile infecțioase, erizipel, boli de inimă, de ficat, ale sistemului nervos etc., fiind un colaborator prolific la diferite reviste și enciclopedii medicale. Numele lui este asociat cu testul Widal, un test de diagnostic pentru febra tifoidă, și împreună cu hematologul Georges Hayem (1841-1933) a descris anemia hemolitică, o boală cunoscută anterior sub denumirea de „sindromul Hayem-Widal”.

## Studii medicale
- Etude sur l'infection puerpérale, 1889.
- La cure de déchloruration dans le mal de Bright, 1906.
- Maladies des veines et des lymphatiques, 1911.
- Nouveau traité de médicine, 22 vol., 1923 (împreună cu Georges Henri Roger, Pierre Joseph Teissier).